# Henryków (Białołęka)
Henryków – osiedle i obszar MSI w warszawskiej dzielnicy Białołęka. 
Osiedle położone jest na wschód od ulicy Modlińskiej. Według warszawskiego Miejskiego Systemu Informacji do Henrykowa należą także Płudy, Wiśniewo oraz część osiedla Anecin. W rzeczywistości Henryków stanowi odrębne, mniejsze osiedle oddzielające Płudy od ulicy Modlińskiej. Granice Henrykowa wyznaczają ulice Modlińska, Podróżnicza, Krokwi, Papieska oraz Mehoffera. Od wschodu Henryków graniczy z osiedlem Płudy, od północy z Dąbrówką Szlachecką, od zachodu z Anecinem oraz Nowym Tarchominem, a od południa z Wiśniewem. Od wschodu do Henrykowa przylegają do kompleksu leśnego Uroczysko Las Henrykowski. Tę samą nazwę nosi również inna część Warszawy – Henryków w dzielnicy Mokotów.

Podział dzielnicy Białołęka według Miejskiego Systemu Informacji

Podział dzielnicy Białołęka według osiedli

## Historia
W okresie międzywojennym ówczesna wieś Henryków wchodziła w skład ówczesnej gminy Jabłonna. Po II wojnie światowej w 1951 przyłączono ją do Warszawy.
Nazwa Henrykowa pochodzi od imienia żydowskiego przedsiębiorcy Henryka Bienentala, który w 1904 na miejscu dawnych zabudowań folwarku Dąbrówka uruchomił gorzelnię. W latach 30. XX w. fabryka zatrudniała ponad 50 pracowników, osada fabryczna liczyła 139 mieszkańców, a miasteczko Henryków położone wokół niej – ok. 650 mieszkańców. Henryków był wówczas największym skupiskiem ludności na obszarze obecnej Białołęki.

## Komunikacja
Henryków ma bardzo dobre połączenie z centrum Warszawy komunikacją autobusową. Połączenia z Warszawą, Legionowem oraz innymi osiedlami Białołęki zapewniają linie autobusowe kursujące ulicą Modlińską.

## Ważne obiekty

### Park Henrykowski
W południowo-zachodniej części Henrykowa przy ulicy Modlińskiej zlokalizowany jest park Henrykowski. Aktualnie na terenie parku znajdują się obiekty użyteczności publicznej, m.in. siłownia oraz obiekty dla dzieci. Przez park Henrykowski przebiega Kanał Henrykowski, prowadzący wody z Wiśniewa do Dąbrówki Szlacheckiej i Buchnika.

### Zespół dawnej drożdżowni
Zespół dawnej drożdżowni przy ulicy Klasyków przyczynił się do rozwoju tej części Białołęki i jest jednym z lepiej zachowanych zakładów przemysłowych z przełomu XIX i XX w. w Warszawie. Przetrwał do czasów współczesnych w mało zmienionej formie. W skład zespołu wchodzi dom mieszkalny – unikatowy przykład willi fabrykanckiej, zachowany w prawie niezmienionej postaci.
Zespół dawnej drożdżowni zostanie odnowiony przez fińskiego dewelopera YIT i stanie się częścią inwestycji mieszkaniowej Aroma Park.

### Dawny dom Zgromadzenia Sióstr Benedyktynek Samarytanek (powstające Centrum Lokalne)

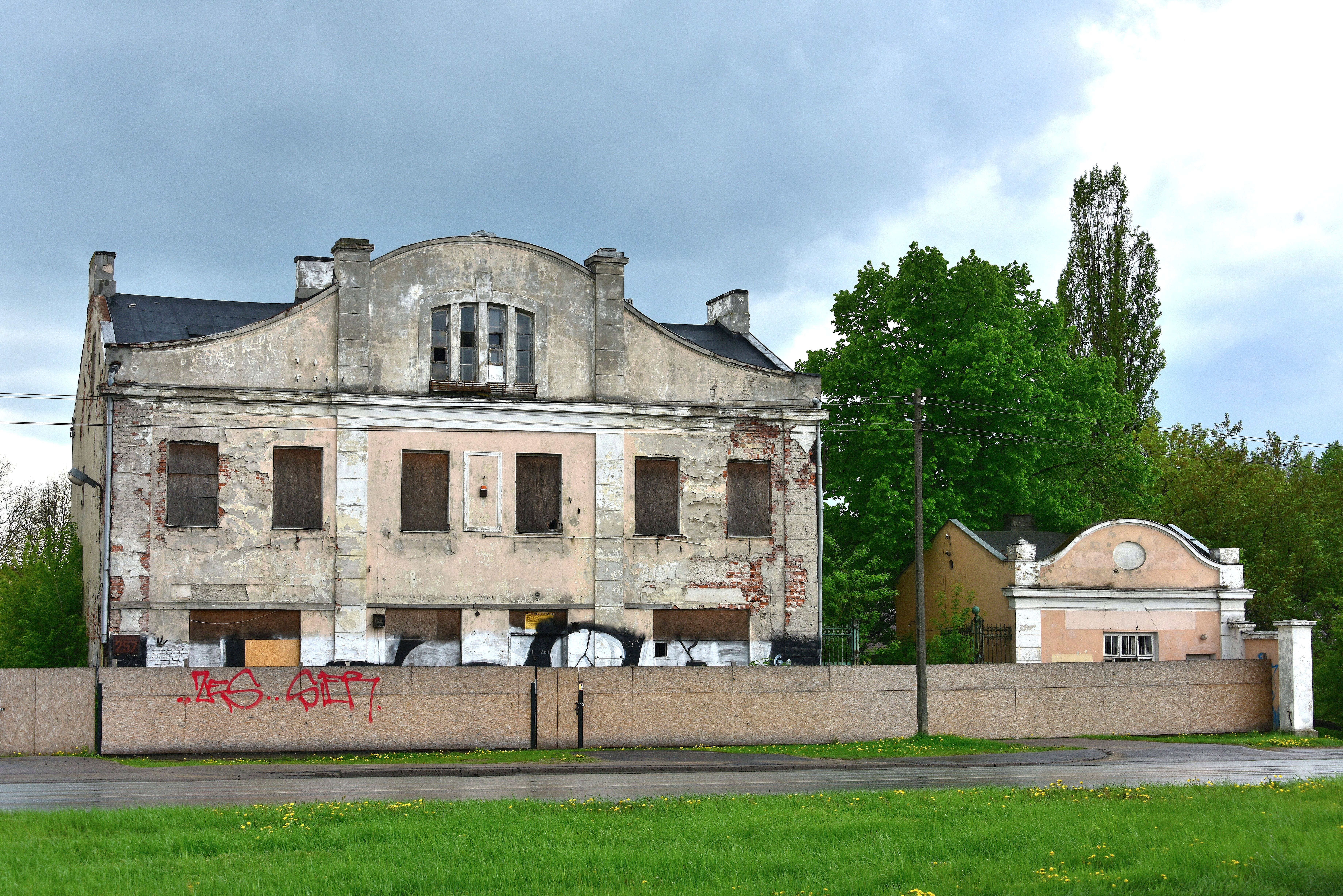
Budynek powstającego Centrum Lokalnego przy ul. Modlińskiej 257

Budynki i ogród znajdujące się przy ul. Modlińskiej 257 były dawniej własnością m.in. Towarzystwa Opieki nad Kobietami. W 1927 zostały przekazane siostrom benedyktynkom samarytankom, które utworzyły tam placówkę opieki nad kobietami moralnie zaniedbanymi. Ich podopieczne były wcześniej pacjentkami szpitala skórno-wenerycznego św. Łazarza w Warszawie. Działały one jako stowarzyszenie świeckie "Samarytanki" (na podstawie statutu zatwierdzonego 13 marca 1926 przez Ministerstwo Pracy i Opieki Społecznej).
Zakład w Henrykowie nosił nazwę Przystań, a jego ówczesny adres brzmiał: osada Dąbrówka nr 2, gmina Jabłonna, powiat warszawski.
W dniu 8 grudnia 1932 roku kard. Aleksander Kakowski erygował Zgromadzenie Sióstr Benedyktynek Samarytanek Krzyża Chrystusowego na prawie diecezjalnym.
W 1938 r. zakład będący pod opieką Towarzystwa Ochrony Kobiet zmienił właściciela i został przekazany Towarzystwu Medycyny Zapobiegawczej. W 1939 placówka zmieniła nazwę na Zakład Wychowawczy dla Dziewcząt imienia matki Wincenty Jaroszewskiej. Podczas wojny siostry sprawowały nadal opiekę nad wychowankami, niosły pomoc Żydom, użyczały oficyny stojącej w ogrodzie do konspiracji oraz pozwoliły na zorganizowanie w oborze składu broni oddziału AK. W oficynie tej ukrywał się przez jakiś czas Leon Schiller.
Po II wojnie światowej Benedyktynki Samarytanki osiadły w Gębicach.
Od 2022 trwa remont obiektu na potrzeby Centrum Lokalnego dla mieszkańców dzielnicy Białołęka.

### Zakłady Wytwórcze Mebli Artystycznych
Henryków jest znany z istniejących od ponad 60 lat Zakładów Wytwórczych Mebli Artystycznych. W październiku 1988 wykonano w nich stół w kształcie koła o średnicy 8,4 m, przy którym odbywały się później obrady Okrągłego Stołu. Został on zmontowany w pałacu w Jabłonnie, lecz na tydzień przed końcem listopada wywieziony do magazynów producenta, by tam przeleżeć jeszcze przez 10 tygodni.
W henrykowskich zakładach wykonano także laskę Marszałka Sejmu RP i tron papieski dla Jana Pawła II. Meble z Henrykowa zdobią wiele znanych i reprezentacyjnych miejsc – muzea (pałac Na Wyspie, pałac w Wilanowie i inne), siedziby władz Rzeczypospolitej Polskiej (m.in. Belweder, siedzibę Sejmu i kancelarię Prezydenta RP), ambasady, pałace i hotele w kraju i za granicą.
W 2013 roku przedsiębiorstwo przeniosło produkcję do Wołomina, a wszystkie budynki zostały później wyburzone. 

### Parafia polskokatolicka
Na terenie Henrykowa ma swoją siedzibę parafia polskokatolicka pw. Dobrego Pasterza.